# Cyathissa ochracea
Cyathissa ochracea är en fjärilsart som beskrevs av Smith 1906. Cyathissa ochracea ingår i släktet Cyathissa och familjen nattflyn. Inga underarter finns listade i Catalogue of Life.